# Myrmecophilidae
Myrmecophilidae Saussure, 1874 è una famiglia di insetti ortotteri ensiferi, le cui specie contraggono rapporti di cleptoparassitismo con diverse specie della famiglia Formicidae.

## Descrizione
Sono ortotteri di piccole dimensioni (2–5 mm), dal corpo ovaliforme, appiattito, privi di ali, di colore dal giallo al bruno-nerastro. A prima vista possono essere scambiati per ninfe di blatte.

## Biologia
Sono ortotteri mirmecofili che eludono il controllo delle colonie di formiche con le quali convivono, riuscendo ad acquisire il loro stesso odore. Essi sono in grado di modificare la composizione degli idrocarburi della loro cuticola adattandola a quella della specie ospite.

## Tassonomia
La famiglia comprende i seguenti generi:
- Tribù Bothriophylacini Miram, 1934
  - Eremogryllodes Chopard, 1929
  - Microbothriophylax Gorochov, 1993
- Tribù Myrmecophilini Saussure, 1874
  - Myrmecophilus Berthold, 1827
  - Myrmophilellus Uvarov, 1940
- Incertae sedis
  - Camponophilus Ingrisch, 1995
  - †Araripemyrmecophilops Martins-Neto, 1991

In passato erano inquadrati come sottofamiglia (Myrmecophilinae) all'interno della famiglia Gryllidae.
In Italia sono presenti le seguenti specie
- Myrmecophilus acervorum (Panzer, 1799)
- Myrmecophilus aequispina Chopard, 1923
- Myrmecophilus myrmecophilus (Savi, 1819)
- Myrmecophilus ochraceus Fischer, 1853